# Derivada de Lie
Em matemática, uma derivada de Lie é uma derivação na álgebra de funções diferenciáveis sobre uma variedade diferenciável {\displaystyle \scriptstyle {\mathcal {M}}}, cuja definição pode estender-se à álgebra tensorial da variedade. Obtem-se então o que em topologia diferencial se denomina derivação tensorial: uma aplicação {\displaystyle \scriptstyle \mathbb {R} }-linear sobre o conjunto de tensores de tipo (r,s), que preserva o tipo tensorial e satisfaz a regra do produto de Leibniz e que comuta com as Contração de tensor|contrações]]. 
Para definir a derivada de Lie sobre o conjunto de tensores de tipo (r,s) basta definir-se sua ação sobre funções e sobre campos de vetores:
Assim, se X é um campo diferenciável de vetores, se define a derivada de Lie em relação a X como a única derivação tensorial tal que:
- {\displaystyle {\mathcal {L}}_{X}f=X(f)} para toda função diferenciável f.
- {\displaystyle {\mathcal {L}}_{X}Y=[X,Y]} para todo campo diferenciável Y, onde [.,.] é o colchete de Lie.

A derivada assim definida satisfará automaticamente as propriedades citadas de uma derivação tensorial:
- a regra do produto

{\displaystyle {\mathcal {L}}_{X}(S\otimes T)=({\mathcal {L}}_{X}S)\otimes T+S\otimes ({\mathcal {L}}_{X}T)}
comutará com as contrações.
O espaço vetorial de todas as derivadas de Lie em M forma por sua vez uma álgebra de Lie infinita dimensional em relação ao colchete de Lie. 

## Derivada de Lie de campos tensoriais
Em geometria diferencial, se temos um tensor diferenciável T de Conjunto imagem (p, q) (ou seja, uma função linear de seções diferenciáveis, 
α, β, ... do T*M fibrado cotangenteey X, Y,... do TM fibrado tangente, 
T(α,β...,X,Y ,...) 
Tais que para quaisquer funções diferenciáveis 
f1...,fp...,fp+q, T(f1α,f2β...,fp+1X,fp+2Y,...) = f1f2... fp+1fp+2... fp+q T(α, β..., X, Y ,...)) 
e um campo vetorial (seção do fibrado tangente) A diferenciável, então a função linear:
(£AT)(α, β,..., X, Y,...) ≡ ∇A T(α, β,..., X, Y,...) - ∇T(-,β...,X,Y,...)A(α)-... + T(α, β...,∇XA,Y,...)+...
é independente da conexão ∇ que se utiliza, enquanto seja livre torsão, e é, de fato, um tensor.
Este tensor se chama a derivada de Lie de T em relação a A.